# Átvonuló címerábra
Az átvonuló a címerekben előforduló olyan címerábra, mely egy másik címerábrára van helyezve, olyan módon, hogy mindkét végével az alsó fölött helyezkedik el.
A címerleírásban ez a következőképpen jelenhet meg: „vörös alapon arany csillag fölött átvonuló kék pólya”. A Bónis család 1720-as címerében a halmon emelkedő szőlőtőkén darabolt és horgonnyal díszített balharántpólya vonul át.

Kétfejú fekete sas fölött átvonuló vörös harántpólya
Vörös alapon arany darabokkal bevetett mező fölött átvonuló ezüst harántpólya
Arannyal és vörössel evetezett alapon, kék pajzs fölött átvonuló ezüst András-kereszt
Vörös alapon arany lóherékkel bevetett mezőben, két aranylazac fölött átvonuló kék tornagallér